# Service minimum
 (octobre 2009).
Le service minimum désigne l'obligation faite aux salariés et entreprises, en particulier de services publics et notamment de transports en commun, d'assurer un service minimum, en toute circonstance et en particulier en temps de grève, pendant les périodes de pointe.
Cette disposition limite le droit de grève. Son but est d’assurer une continuité du service public de transport. Elle est critiquée par les syndicats de salariés comme restriction du droit de grève.

## En Europe
Selon un rapport d'information de l'Assemblée nationale, la moitié des pays européens a mis en place une législation instaurant une obligation de service minimum et tous reconnaissent le droit de grève. Ceux qui ne disposent pas d'une législation spécifique ne sont pas confrontés au besoin car la culture du dialogue social prévient les conflits. Toujours selon ce rapport de l'Assemblée nationale, la France constitue « un cas particulier, qui explique le caractère conflictuel du sujet et pourrait justifier une réforme prochaine. »
En Allemagne et en Autriche, les fonctionnaires statutaires (30 % de la fonction publique[réf. nécessaire]) ne disposent pas du droit de grève, sans que cela « ne choque personne ».
En Espagne et en Italie, il existe un service minimum pour les périodes de pointe.

### En France

#### Historique français
Historiquement en France la notion de service minimum couvre différents concepts comme le service assuré en heure creuse qui au moment de l'heure creuse est au niveau minimal. Ce concept est subventionné et négocié par une clause contractuelle qui répond à un cahier des charges.
En 1980, une clause de service minimum est suggérée pour assurer la sécurité des enfants dont des moniteurs privés s'occupent.
En 1986, 31% des entreprises souhaitent que la poste organise un service minimum en cas de grève.
En 1990 le service minimum de proximité est perçu comme un moyen d'éviter des déplacements en centre-bourg.
En 1992, Air France cherche à mettre en place un service minimum garanti pour homogénéiser la qualité de service .
En 1993, un sondage montre que 83% des cadres souhaitent qu'en cas de grèves des salariés d'Air Inter, la compagnie assure un service continu.
En 1997, un article de La Pensée : revue du rationalisme moderne considère que la notion de service minimum est copiée du système américain pour s'inscrire dans une logique libérale et mondiale, et qu'à ce titre elle succède au principe de continuité du service rendu.
En 1997, l'UFC-Que-Choisir considère que le service minimum est un élément du second principe auquel l'organisation est attaché : la continuité de service.
En 1997, l'association française des trésoriers d'entreprises propose un service minimum bancaire qui consisterait en la gratuité des services minimum de base pour un particulier.
En 1999, les personnel d'Air France a défini 115 règles à observer pour fournir une qualité de service minimum.
En 2000, un magazine du "Secours populaire français" fait écho à un débat sur le service minimum bancaire concernant notamment la gratuité des chèques.
En 2000, l'Union nationale des caisses d'allocations familiales considère que le service minimum est introduit par l'Union européenne, avec la notion de service universel.
En 2001, le service minimum est perçu comme un outil destiné à lutter contre les corporatismes et à donner davantage de pouvoir au gouvernement.
En 2004, de concert, le MEDEF et le gouvernement veulent « Introduire le service minimum dans les transports publics pour mettre fin aux scandaleuses atteintes à la
liberté du travail. ».

#### Revendications et idéologie
Le service minimum est une ancienne idée médiatisée depuis le début du siècle par des partis politiques de droite ou de centre droite, des sociétés et certaines « organisations de défense des usagers » de droite. 
Les « usagers » payeraient l'utilisation des transports en commun et sont donc, selon eux[Qui ?], en droit d'attendre un service en retour. Parmi les partisans du service minimum, on retrouve plusieurs mouvements :
- lors des grèves des transports en commun, les associations Liberté chérie, Stop la grève et Contribuables associés militent pour la création d'un service minimum dans les transports en commun en cas de grève[16],[17] ;
- selon Le Figaro, « depuis 2002, pas moins de dix propositions de loi (7 UMP, 2 UDF, 1 Divers droite) ont été déposées à l'Assemblée pour réclamer l'instauration d'un service minimum dans les transports publics en cas de grève[18] » (entre autres Jacques Kossowski ou encore Hervé Mariton, députés UMP) ;
- selon un sondage effectué pour Valeurs actuelles, l'instauration du service minimum est une priorité pour 93 % des électeurs de droite et du centre[19].

La proposition d'instaurer un service minimum resurgit à chaque mouvement de grève concernant les transports en commun. Selon la Fédération des usagers des transports et des services publics (FUT-SP), le service minimum est inutile pour les usagers : « la dégradation de la qualité des transports constitue désormais le sujet de préoccupation n°1 des usagers. Si les usagers n'accueillent pas avec plaisir les mouvements de grève, les problèmes des usagers ne cessent pas lorsque la grève s’arrête. Bien au contraire, c'est tous les jours de l'année que les usagers sont victimes de retards, de pannes, d’annulations de trains, d’incidents techniques dus au manque de matériel moderne, à l'entretien déficient des rames et des installations
fixes, et aux effectifs insuffisants ».
Selon la CGT cheminots, sur 6 000 incidents relevés par la SNCF ayant occasionné des retards ou des annulations de trains, seuls 2 % sont imputables aux mouvements sociaux. Les autres retards et annulations sont dus à des problèmes matériels qui sont en grande partie liés au manque d'investissement et de personnel.
Pour l'UMP, les grèves dans les transports sont injustes, étant donné les avantages de ceux qui y travaillent. En Île-de-France, elles gêneraient surtout les habitants les moins favorisés, non motorisés, habitant en banlieue.
Nicolas Sarkozy s'est engagé sur la mise en place du service minimum lors de la campagne présidentielle de 2007 ; il a déclaré, le 24 avril 2007, s'engager à « garantir trois heures de transport en continu pour se rendre à son travail en cas de grève et trois heures pour en revenir, ».

#### Fondement juridique
Le service minimum doit être accordé à la fois au droit de grève à la valeur constitutionnelle, et à la disposition constitutionnelle du Préambule de 1946 : "7. Le droit de grève s'exerce dans le cadre des lois qui le réglementent." . Les principes invoqués pour le justifier sont la continuité du service public, le devoir de travailler, la liberté d'aller et venir, le respect des contrats de travail, la responsabilité civile qui oblige tout auteur d'un dommage à autrui de réparer ce dommage. L'intérêt des usagers, tiers aux conflits sociaux, les dommages qui leur sont causés, sont également invoqués.

#### Critique du service minimum
La critique du service minimum est faite, essentiellement, par les syndicats de salariés et les partis de gauche. Selon eux, le service minimum remet en cause le droit de grève, qui a valeur constitutionnelle. Ils craignent que la grève soit vidée de sa substance. Le but d'une grève est de satisfaire des revendications professionnelles, or la grève avec service minimum aurait bien moins d'impact. Le service minimum permettrait à l'entreprise, par exemple dans les transports, d'engranger un chiffre d'affaires quasi équivalent à une période normale : le service minimum s'établit aux heures de pointe, donc aux heures où le plus d'utilisateurs paient leurs tickets.

#### État du droit français
Le service minimum existe depuis longtemps dans quelques domaines particuliers tels que le nucléaire, l'audiovisuel, la santé et le contrôle aérien.
La loi n°2007-1224 du 21 août 2007 « sur le dialogue social et la continuité du service public dans les transports terrestres réguliers de voyageurs » (JO, 22 août 2007, p. 13 956) votée le 2 août 2007 sous le gouvernement Fillon II institue des règles pour favoriser le dialogue social et permettre une meilleure organisation des services de transports publics terrestres en cas de grève sans mettre en place une véritable obligation de service minimum. La loi instaure l'obligation pour les salariés d'indiquer quarante-huit heures à l'avance qu'ils ont l'intention de faire grève pour permettre aux collectivités locales de réorganiser le service sur les dessertes les plus importantes, en substituant des non-grévistes aux grévistes. La mise en œuvre de l'obligation de service minimum aux heures de pointe est laissée aux accords entre syndicats et autorités organisatrices des transports. Le fret, la poste et les transports publics non terrestres ne sont pas concernés. Cette loi du 21 août 2007 a été abrogée par l'ordonnance n° 2010-1307 du 28 octobre 2010 et introduit aux articles L. 1222-1 et suivants du code des transports,,. 
Le service minimum d'accueil à l'école a été mis en place par Xavier Darcos durant le second semestre 2007. Il s'applique si plus de 25 % des enseignants d'une école maternelle ou élémentaire ont annoncé faire grève. Les communes doivent alors assurer un service minimum d'accueil et bénéficient en contrepartie d'une compensation financière de l'Etat.

## Au Québec
Instauré en 1982, le chapitre V.1 du Code du travail (Dispositions applicables aux services publics et aux secteurs public et parapublic) encadre le maintien d'un service minimum en cas de grève. Pour les services publics visés par la section II de ce chapitre, le gouvernement peut ordonner à un employeur et à une association accréditée de maintenir des services essentiels en cas de grève si une interruption de service pourrait menacer la santé ou la sécurité publique. Les parties doivent alors négocier ces services avant qu'une grève puisse être déclenchée. Le lock-out — c'est-à-dire la grève patronale qui consiste en la fermeture provisoire d'une société — est interdit pour les employeurs assujettis au régime en vertu de l'article 111.0.26.
Pour les établissements de santé non visés par les dispositions relatives aux services publics, l'article 111.10 de la section III du chapitre V.1 impose un niveau de service minimum en fonction des activités de l'établissement. Pour les secteurs public et parapublic, les services à maintenir sont négociés entre les parties et, à défaut, déterminés par le Tribunal administratif du travail.